# Bò cạn sữa

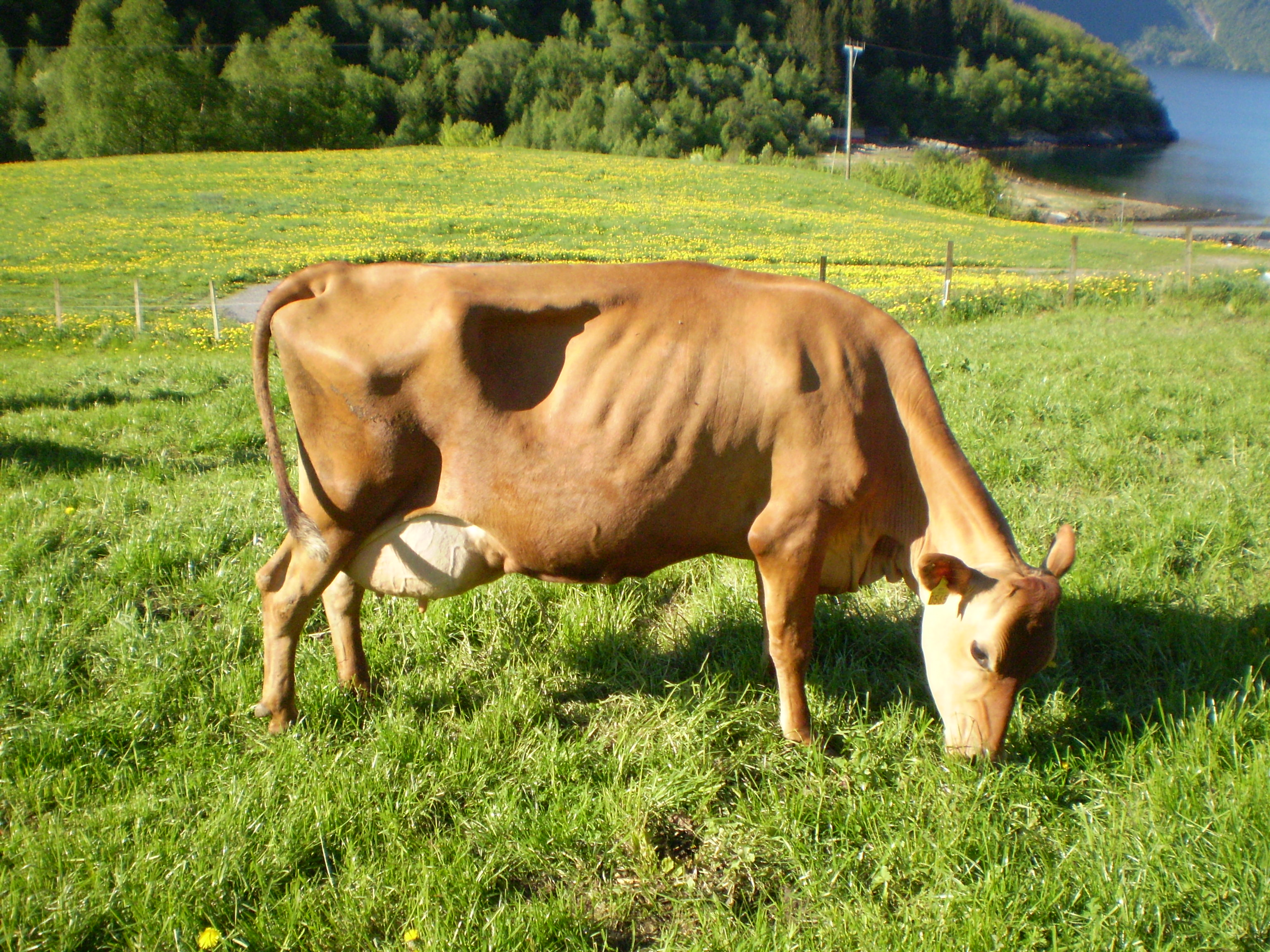
Một con bò Jersey đang giai đoạn cạn sữa

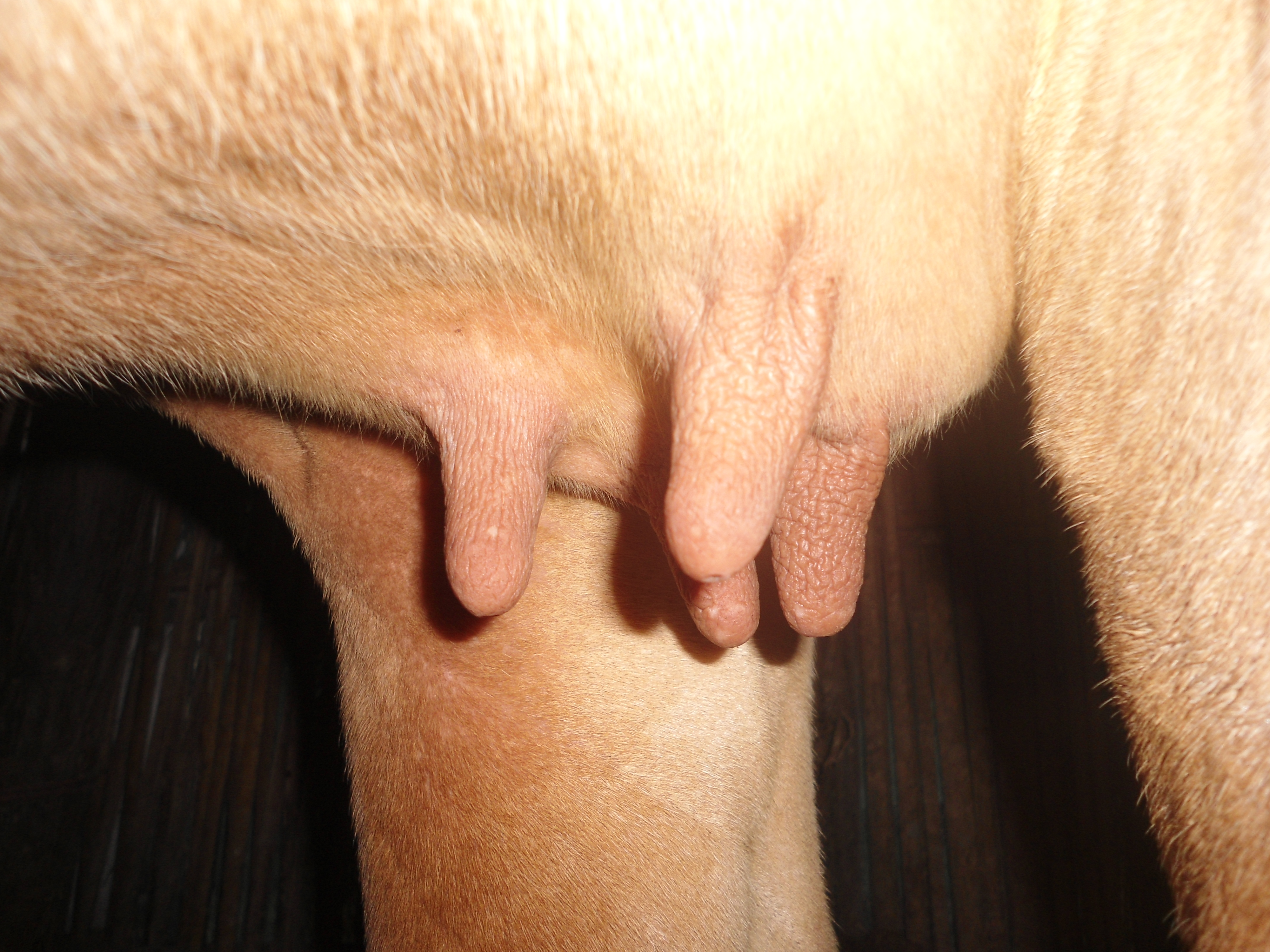
Một bầu vú của bò đang giai đoạn cạn sữa

Bò cạn sữa (Dry cow) là thuật ngữ để chỉ những con bò sữa đang trong giai đoạn chu kỳ tiết sữa nhưng đã ngừng tiết sữa trước khi đẻ trong khoảng thời gian từ 40-65 ngày. Trước khi đẻ bò cần có một thời gian nghỉ không vắt sữa, gọi là thời kỳ cạn sữa. Mục đích là để cho tuyến sữa được nghỉ ngơi và hồi phục, khôi phục hệ thống điều hoà thần kinh thể dịch sau một thời gian tiết sữa đã có những mất cân bằng nhất định. Cạn sữa tạo điều kiện cho cơ thể tích luỹ chất dinh dưỡng chuẩn bị cho chư kỳ tiết sữa sau và để hình thành sữa đầu (sữa non) được tốt. Cạn sữa còn nhằm mục đích tập trung dinh dưỡng cho sự phát triển của bào thai vì ở giai đoạn này tốc độ phát triển của thai rất nhanh. Giai đoạn cạn sữa tốt nhất là hai tháng trước khi bò cái sinh, còn với bò tơ và bò cao sản thì giai đoạn này có thể kéo dài hơn. Cạn sữa được xem là kết thúc khi bầu vú giảm khối lượng, sữa bò không còn được tạo thành trong bầu vú.

## Đại cương
Khi bò mang thai được 7 tháng bắt buộc phải cho cạn sữa, dù năng suất nhiều hoặc ít mục đích đảm bảo sản lượng sữa, sức khỏe bò mẹ, sức khỏe bê con trong lứa tới. Đây cũng là thời gian xử lý và điều trị bệnh viêm vú đặc biệt là các bệnh viêm vú trên bò sữa lây nhiễm gây ra do bởi các nhóm vi khuẩn nhóm Streptococcus. Trong một chu kỳ sản xuất bình thường bò có khoảng cách lứa đẻ là từ 12-13 tháng, thời gian vắt sữa là từ 9-11 tháng và thời gian bò cạn sữa kéo dài khoảng 2 tháng, tính đến ngày đẻ. Việc cạn sữa cho bò dễ hay khó tùy theo năng suất sữa của chúng. Ở những con bò cao sản nếu không làm cạn sữa đúng kỹ thuật thì rất dễ gây ra bệnh viêm vú. Trung bình, thời gian làm cạn sữa mất khoảng 7-10 ngày, đối với những con có năng suất cao, và 3-4 ngày đối với những con có năng suất thấp.
Khi bò đã bước vào giai đoạn này, các nhà chăn nuôi sẽ bịt vú bò lại trong khi tuân theo liệu pháp để làm khô tuyến vú bò theo khuyến cáo của bác sĩ thú y. Để đề phòng viêm vú nên bơm mỡ kháng sinh (Mastejet Fore) vào tất cả các ống núm vú. Giai đoạn này là một phần quan trọng trong chu kỳ tiết sữa của chúng và rất quan trọng đối với sức khỏe của bò, bê sơ sinh và sản lượng sữa trong tương lai vì nó cho phép bò có thời gian nghỉ ngơi, ăn uống, phục hồi và chuẩn bị sinh. Trong thời gian này bò cái sẽ tiết sữa non cho bê con mới đẻ. Nghiên cứu đã chỉ ra rằng giai đoạn này ảnh hưởng đến sản lượng sữa nói chung trong lần cho con bú tiếp theo của chúng. Ngoài đối tượng bò đang vắt sữa có chửa, cạn sữa còn áp dụng cho cả những con không có chửa nhưng năng suất sữa thấp dưới ngưỡng hiệu quả kinh tế, sữa chất lượng kém, những con gầy yếu, bị viêm vú. 

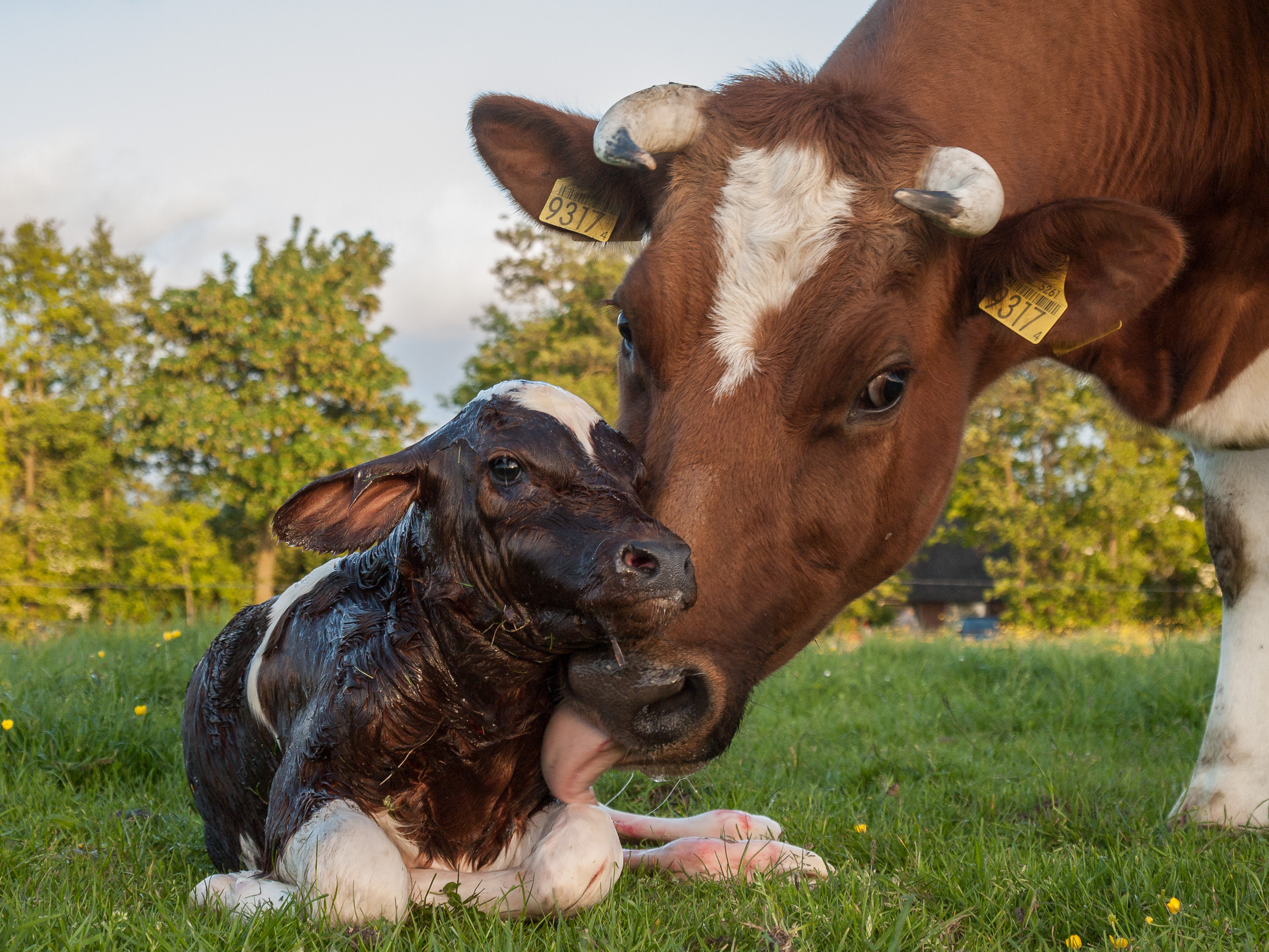
Giai đoạn cạn sữa của bò mẹ ảnh hưởng rất lớn đến sự sinh trưởng của bê con

Trong điều kiện thức ăn dinh dưỡng bình thường, bò có năng suất sữa không cao lắm thì thời gian cạn sữa khoảng 2 tháng, tời điểm cạn sữa tốt nhất là hai tháng trước khi sinh. Thời gian cạn sữa tốt nhất ở bò là 2 tháng. Đối với bò tơ và bò cao sản thì thời gian này có thể kéo dài hơn. Đối với bò đẻ lứa 1 và bò cao sản có thể kéo dài thời gian cạn sữa hơn một chút. Thời gian cạn sữa quá ngắn có thể làm giảm sản lượng sữa và tăng nguy cơ nhiễm trùng, thời gian cạn sữa quá ngắn sẽ ảnh hưởng trọng lượng sơ sinh của bê, chất lượng sữa đầu (vì thế bê dễ bệnh hơn, sức đề kháng kém hơn), năng suất lứa sau giảm. Nếu thời gian cạn sữa quá ngắn thì trọng lượng sơ sinh của bê sẽ nhỏ, tuyến sữa chưa được phục hồi và cơ thể chưa được tích luỹ thoả đáng, sữa đầu kém chất lượng nên ảnh hưởng xấu đến tý lệ mắc bệnh của bê và năng suất sữa của kỳ tiếp theo.
Thời gian cạn sữa quá dài cũng có thể dẫn đến giảm tổng sản lượng sữa nhưng cũng có thể dẫn đến điều hòa quá mức, các bệnh chuyển hóa và nhiễm trùng. Tuy nhiên thời gian cạn sữa quá dài (70–75 ngày) cũng không thấy gì tốt hơn 50–60 ngày. Trong thời gian này, bò rất dễ bị nhiễm trùng trong tuyến vú do những thay đổi về giải phẫu và chức năng xảy ra trong tuyến vú nên do vậy, trong thời gian cạn sữa cần đảm bảo vệ sinh chuồng trại, sát trùng tốt vì bò dễ bị viêm vú. Các phương pháp điều trị và quản lý phù hợp cho từng cá thể cũng rất quan trọng và được thực hiện để chăm sóc cho những con bò có được sức khỏe và sản xuất tối ưu nhất cũng như ngăn ngừa bệnh tật trên bò trong thời kỳ quan trọng này. Khi cạn sữa phải căn cứ vào đặc điểm của con vật, đặc biệt là năng suất sữa trước lúc cạn sữa để có phương pháp tác động thích hợp. Bò phải được cạn sữa triệt để, không bị viêm vú và ảnh hưởng xấu đến các hoạt động các chức năng khác.

## Phương pháp
Trong chăn nuôi bò sữa, cạn sữa là một khâu kỹ thuật quan trọng. Phương pháp cạn sữa là các biện pháp tác động lên hệ thần kinh thể dịch liên quan đến quá trình tiết sữa, thay đổi chế độ dinh dưỡng sẽ giúp làm ngừng quá trình tiết sữa. Nguyên tắc cơ bản của việc cạn sữa là làm ngừng quá trình tạo sữa thông qua việc làm thay đổi các tín hiệu của phản xạ có điều kiện về tiết sữa và hạn chế cung cấp cho bò nguồn nguyên liệu tạo sữa. Đó chính là thay đổi (giảm) số lần vắt, thời gian vắt, thay đổi cách vắt và địa điểm vắt sữa. Tác động vào phản xạ tiết sữa của bò thông qua thay đổi địa điểm, thời gian, người vắt sữa. Nếu thấy các biện pháp đó không mang lại hiệu quả thì rút bớt mức dinh dưỡng, loại bỏ khỏi khẩu phần các thức ăn nhiều nước, thức ăn kích thích tạo sữa và thức ăn tinh. Nếu bò chăn thả thì có thể ngừng chăn thả và chuyển sang cho ăn thứ ăn khô, nếu không quá cần thiết, nhất là đối với bò sức sản xuất thấp, thì không nên cắt giảm mức nuôi dưỡng vì việc đó sẽ ảnh hưởng xấu đến sự phát triển của thai và sự chuẩn bị của bò cho lần đẻ sắp tới.
Trong điều kiện chăn nuôi bình thường và kỹ thuật phối giống đảm bảo thì khi cạn sữa bò đang mang thai ở vào giai đoạn cuối. Trong thời kỳ này bò cạn sữa một mặt phải đảm bảo cho bào thai phát triển bình thường và mặt khác, phải tích lũy dinh dưỡng cho thời kỳ tiết sữa tiếp theo. Chính vì vậy, kỹ thuật cạn sữa cũng như kỹ thuật chăm sóc nuôi dưỡng vào giai đoạn này ảnh hưởng đến chất lượng bào thai và sản lượng sữa của chu kỳ tiết sữa tiếp theo. Có ba phương pháp làm cạn sữa là Phương pháp làm cạn sữa chậm (thời gian làm cạn sữa khoảng 10-15 ngày). Phương pháp làm cạn sữa nhanh (thời gian làm cạn sữa khoảng 5-7 ngày) và Phương pháp làm cạn sữa đột ngột, phương pháp cạn sữa đột ngột được nhiều nước trên thế giới áp dụng.

### Cạn sữa tức thì

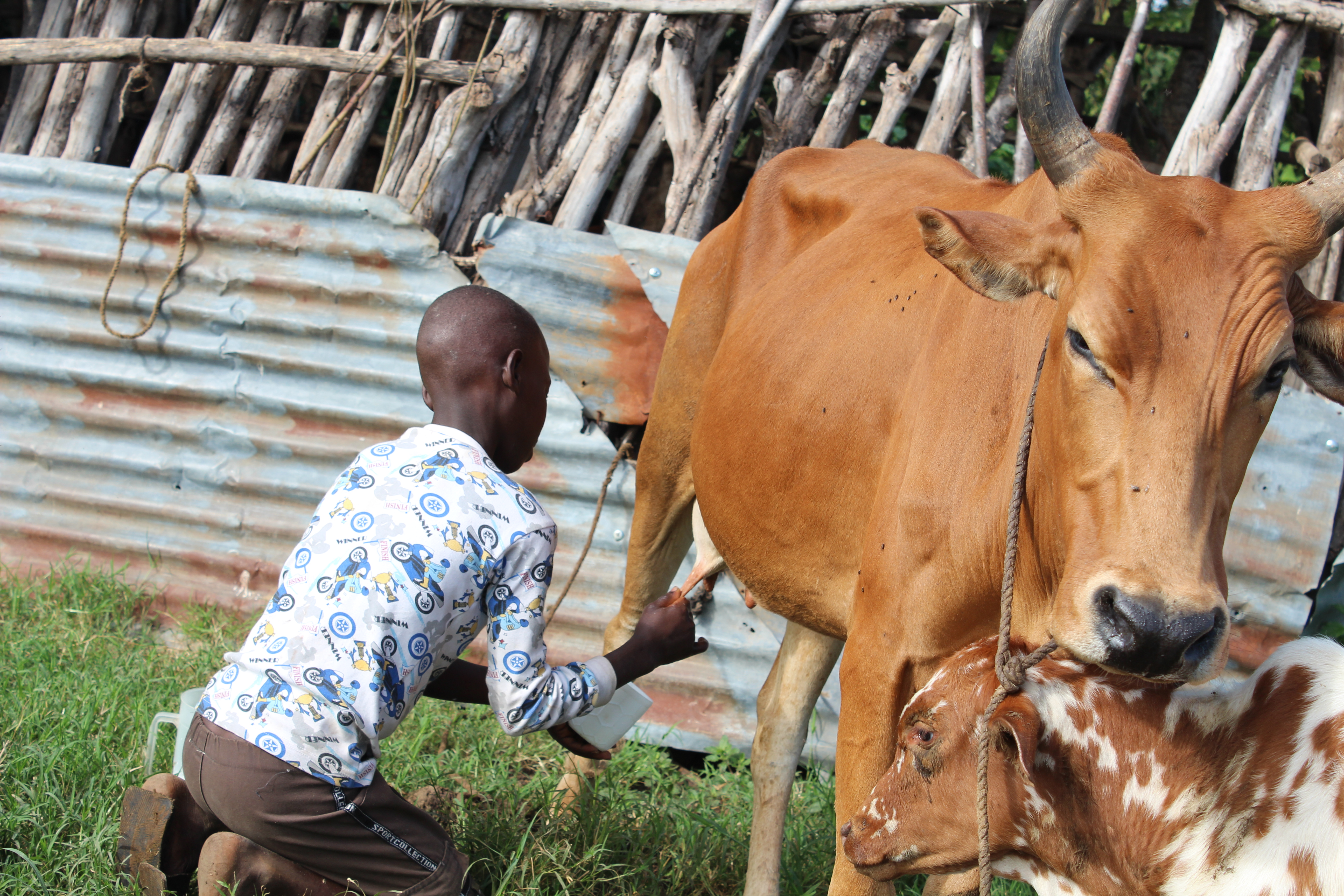
Vắt sữa bò

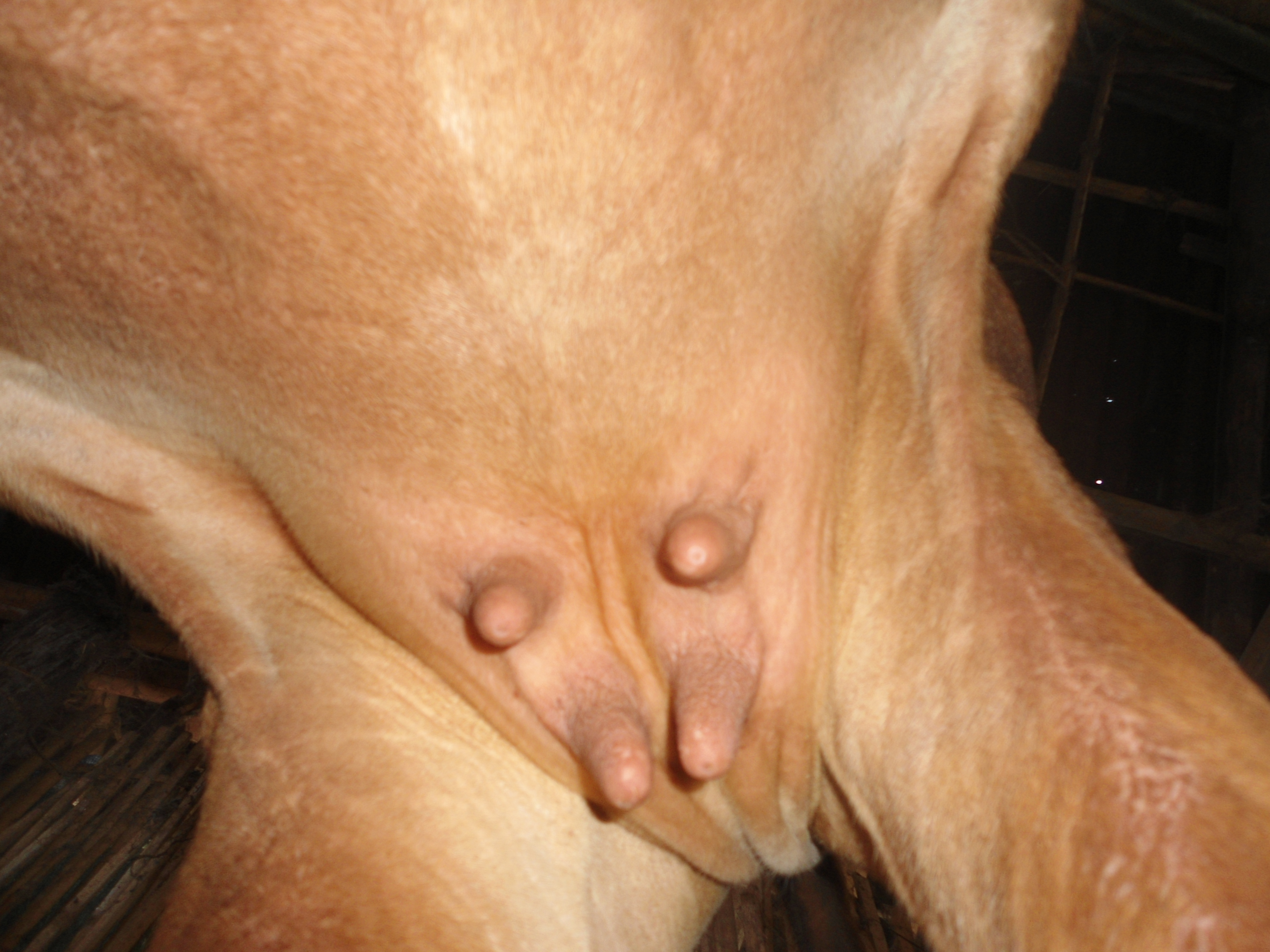
Bầu vú bò đã khô kiệt

Cạn sữa tức thì hay cạn sữa đột ngột là việc ngừng ngay lập tức việc vắt sữa khi cần cạn sữa, dù thấy bầu vú căng cũng không vắt. Nguyên lý của phương pháp cạn sữa đột ngột là việc cạn sữa cho bò theo phương pháp đột ngột nghĩa là ngay sau khi vắt sữa buổi cuối cùng, bơm ngay thuốc cạn sữa vào các ống núm vú và chuyển bò sang lô theo dõi cạn sữa, đồng thời cho ăn khẩu phần của bò cạn sữa. Phương pháp cạn sữa đột ngột vừa giảm nguy cơ viêm vú, vừa tác động tốt lên quá trình tiết sữa của chu kỳ sau. Mặt khác, phương pháp này cho phép đơn giản hoá quá trình chăm sóc, cho ăn và vắt sữa so với phương pháp cạn sữa từ từ mà hiện nay nhiều cơ sở chăn nuôi bò sữa ở nước ta vẫn đang áp dụng.
Để tránh viêm vú do vi trùng gây nên, sau khi vắt sữa lần cuối bơm vào bầu vú một hỗn hợp kháng sinh dạng keo. Hỗn hợp này phải có phổ diệt trùng rộng, phải được phát tán đều trong bầu vú, thời gian tác dụng tương đối dài, đồng thời không làm hại đến tuyến sữa. Điều kiện quyết định thành công của phương pháp này là đảm bảo vô trùng tuyệt đối. Do đó trước khi cạn sữa cần kiểm tra, nếu vu bị sưng thì phải điều trị mới cạn sữa. Sau khi bơm kháng sinh đưa bò sang phòng cạn sữa sạch sẽ và được tiệt trùng trước. Theo dõi trong thời gian 3–5 ngày. Nếu có kết quả tốt thì đưa bò sang đàn cạn sữa. Trước khi cạn sữa 24–36 giờ không cho ăn thức ăn tinh và những thức ăn kích thích tiết sữa. Các loại bò đưa vào cạn sữa đột ngột:
- Bò có chửa từ ngày thứ 215-219: Bơm thuốc cạn sữa vào ngày chửa thứ 220.
- Bò đang điều trị, gầy yếu, đau chân nặng, ít sữa kéo dài, khả năng hồi phục kém.
- Bò có số ngày vắt sữa trên 305 ngày, ít sữa kéo dài và có hiện tượng viêm vú.
- Bò có số ngày vắt sữa trên 305 ngày, sữa ít và loãng.

Các bước tiến hành cạn sữa đột ngột là lập danh sách bò đưa vào diện cạn sữa, vắt sữa lần cuối, lau sạch bầu vú với dung dịch khử trùng, sau đó bơm vào tất cả các núm vú thuốc cạn sữa như Mamifort Secado (với thành phần Cloxacillin sodium 500 mg và Ampicillin sodium 250 mg), bơm vào mỗi khoang vú một ống Mamifort Secado. Rồi sau đó chuyển bò về lô theo dõi cạn sữa, cho ăn khẩu phần hàng ngày của bò cạn sữa với 15–16 kg cỏ voi (hoặc 10–11 kg cây ngô) thêm với 3 kg rơm khô và 3–3,5 kg thức ăn tinh (tỷ lệ đạm thô 18%). Theo dõi cạn sữa trong 7-10 ngày. Khi cạn sữa thành công, chuyển bò về nuôi ở những lô tương ứng, với chế độ chăm sóc, nuôi dưỡng phù hợp (bò cạn sữa chửa kỳ cuối, bò không có chửa, bò gầy yếu).
Trường hợp cạn sữa chưa đạt thì thông thường, phương pháp cạn sữa đột ngột cho kết quả rất tốt, quá trình tiết sữa bị ngừng ngay, bò không có hiện tượng viêm vú. Tuy nhiên, có một tỷ lệ rất nhỏ, không đáng kể cạn sữa chưa đạt, có các biện pháp xử lý cụ thể là nếu sữa vẫn chảy ra, sữa bình thường, không có biểu hiện viêm vú thì nhúng các núm vú bằng dung dịch thuốc sát trùng. Khi bầu vú bị cương, da căng chuyển mầu hồng đỏ nhưng chưa viêm thì tiêm kháng sinh và thuốc kháng viêm (không bơm thuốc và không vắt sữa) cho đến khi hết triệu chứng và bầu vú trở lại bình thường. Còn trong trường hợp vú bị viêm nhưng không sưng, sữa lợn cợn thì bơm lại thuốc cạn sữa vào các vú bị viêm; các vú khác không bơm. Nếu vú bị viêm cấp, bầu vú sưng, nóng, đỏ và đau thì điều trị viêm vú cấp bằng kháng sinh, kháng viêm, bơm Mamifort 02 lần/ngày cho đến khi khỏi viêm rồi lại bơm thuốc cạn sữa. Chỉ điều trị các vú bị viêm, các vú khác không viêm không vắt sữa và không điều trị.

### Cạn sữa chậm
Nguyên tắc cơ bản của cạn sữa là làm ngừng quá trình tiết sữa (bằng các biện pháp tác động lên hệ thần kinh thể dịch liên quan đến quá trình tiết sữa, thay đổi chế độ dinh dưỡng). Trong giai đọan cạn sữa, nguy cơ bò bị viêm vú lớn hơn giai đọan bò vắt sữa và nguy hiểm hơn vì không được quan sát, kiểm tra hằng ngày. Theo các quy định về cách hành xử tốt với bò, phương pháp cạn sữa bằng cách cho bò nhịn ăn, nhịn uống không được phép thực hiện nên vậy chỉ áp dụng một phương pháp cai sữa duy nhất là cạn sữa chậm. Thời gian cạn sữa quá ngắn sẽ ảnh hưởng trọng lượng sơ sinh của bê, chất lượng sữa đầu, năng suất sữa cũng sẽ giảm bởi vậy cần tuân thủ chăm sóc bò theo 3 giai đoạn như sau: 

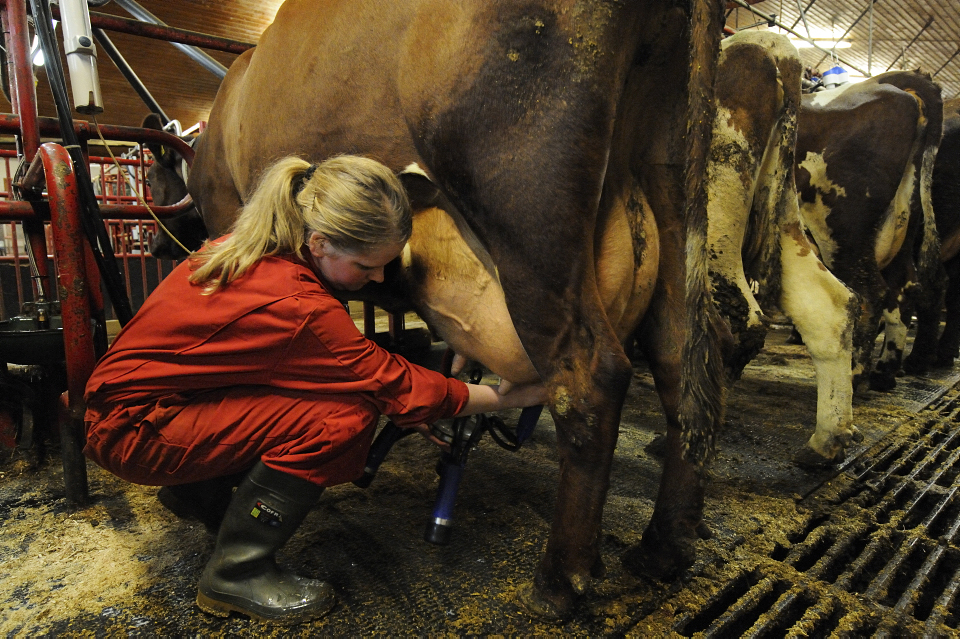
Sử dụng máy vắt sữa cho bò để tránh nhiễm trùng

- Giai đoạn 1 cạn sữa an toàn cho bò và xử lý, phòng ngừa bệnh viêm vú cho chu kỳ cho sữa kế tiếp thì cần phải theo dõi cẩn thận nếu thấy biểu hiện khác thường của bò.
- Giai đoạn 2 là lúc bò hồi phục bầu vú và dự trữ dinh dưỡng cơ thể nên cần cho bò vận động đầy đủ và an toàn nhất.
- Giai đoạn 3 (3 tuần lễ trước khi sinh): Giai đoạn tập cho hệ vi sinh vật dạ cỏ quen dần với thức ăn, khẩu phẩn mới (tỉ lệ thức ăn tinh cao hơn). Bò cần được chuyển đến khu nuôi đẻ để theo dõi và chăm sóc, chú ý quan sát bầu vú bò trong suốt thời gian bò cạn sữa để can thiệp đúng lúc.

Cạn sữa chậm áp dụng với bò có năng suất sữa còn 8–10 lít/ngày trở lên. Thời gian làm cạn sữa khoảng 10-15 ngày. Trước khi đẻ 70 – 75 ngày bắt đầu giảm số lần vắt sữa từ 3 xuống 2 rồi sau đó xuống 1 lần trong ngày và cuối cùng có thể vắt cách nhật. Giảm dần số lần vắt sữa từ 2lần/ngày xuống 3lần/2ngày xuống 1lần/ngày rồi 2ngày vắt 1lần. Thay đổi giờ vắt, nơi vắt, cách vắt và người vắt. Giảm bớt thức ăn, nước uống, chăn thả. Tác động như vậy trong 10–15 ngày sữa sẽ giảm đến mức thấp nhất, lúc đó vắt thật kiệt sữa lần cuối cùng, rửa sạch và sát trùng kỹ các núm vú. Tiếp tục giảm thức ăn, nước uống và theo dõi 2–3 ngày nữa và mỗi ngày sát trùng núm vú 2 lần.
Kiểm tra nếu thấy vú không xuống sữa, căng đỏ coi như đã cạn sữa thành công và chuyển bò sang đàn khác. Nếu thấy vú sữa quá căng, đỏ, nóng, bò sữa không yên thì phải cạn sữa lại và tác động các biện pháp như trên triệt để hơn. Thay đổi chế độ dinh dưỡng: giảm lượng thức ăn tinh và tăng dần lượng thức ăn thô xanh và khô chất lượng thấp. Không khuyến cáo áp dụng phương pháp hạn chế nước uống. Khi bò đã có mức sản xuất thấp nhất (1–2 kg/con/ngày) thì tiến hành cạn sữa hẳn vắt thật cạn sữa, sát trùng núm vú, tiếp tục giảm thức ăn, hằng ngày phải tiếp tục sát trùng núm vú và tiếp tục kiểm tra 1-2 ngày nếu thấy sữa không xuống, bầu vú không sưng đỏ thì sát trùng bầu vú cẩn thận bằng dung dịch sát trùng sau đó bơm một ống Mamifort secado vào mỗi bầu vú và chuyển bò vào nhóm bò cạn sữa. Trong trường hợp sữa vẫn còn xuống, bầu vú sưng thì phải tiếp tục làm lại từ khâu vắt cạn sữa và cho nhịn ăn, uống triệt để.

### Cạn sữa nhanh
Áp dụng cho những bò có năng suất sữa còn lại dưới 8 kg/ngày. Các biện pháp tác động cũng như trên nhưng thời gian ngắn hơn (5–7 ngày), ở một số cơ sở, ngay cả những bò có năng suất sữa cao cũng áp dụng biện pháp cạn sữa nhanh. Người ta cho rằng nếu cạn sữa trong thời gian dài 10–15 ngày với chế độ giảm thức ăn, nước uống như thế sẽ ảnh hưởng xấu đến thai. Trong trường hợp này nên tác động mạnh hơn như giảm thức ăn tinh, nước uống, giảm hẳn các loại thức ăn xanh, chỉ cho ăn cỏ khô và giảm lần vắt sữa, sau vài ngày ngừng vắt hẳn. Phương pháp này đang được áp dụng rộng rãi nhưng khi tiến hành phải thận trọng.

## Chăm sóc
Thực hiện tốt việc chăm sóc bò cạn sữa với mục đích là hồi phục tuyến vú của bò sau thời gian dài có thể giúp phòng trị các bệnh liên quan đến viêm vú lây nhiễm do vi khuẩn, cân bằng thần kinh ở bò và tích lũy các chất dinh dưỡng chuẩn bị cho chu kỳ sản xuất sữa kế tiếp nhất, và tập trung dưỡng chất cho sự phát triển của bào thai trong hai tháng cuối kỳ. 

### Khẩn phần ăn
Thời gian nuôi bò cạn sữa thường là 2 tháng trước khi đẻ, chính là thời gian nuôi bò có thai hai tháng cuối cùng nên tiêu chuẩn chính của bò cạn sữa là tiêu chuẩn duy trì và tiêu chuẩn nuôi thai tháng cuối. Ngoài ra cần tính thêm nhu cầu về các chất dinh dưỡng cần cho sự tích luỹ của cơ thể để chuẩn bị cho kỳ tiết sữa sau. Khi phối hợp khẩu phần cho bò chửa cạn sữa cần chú ý đảm bảo cân bằng các chất dinh dưỡng, đặc biệt là protein và khoáng chất, có hàm lượng năng lượng thấp và chất xơ, các loại thức ăn phải có hệ số choán nhỏ, dễ tiêu, không bị ôi mốc hay quá chua. Thức ăn ủ xanh có phẩm chất tốt, chúng chỉ nên cho ăn 5–6 kg/ngày. Trong thời gian bò cạn sữa cho ăn khẩu phần duy trì cộng thêm với nhu cầu cho mang thai vào hai tháng chửa cuối cùng.
Nếu là bò tơ có chửa thì ngoài hai nhu cầu nói trên phải cung cấp thêm cho nó các chất dinh dưỡng để phát triển cơ thể, giúp nó đạt được khối lượng cơ thể trưởng thành. Trong giai đoạn này bò cần cho ăn theo đúng tiêu chuẩn khẩu phần ăn phù hợp với từng giai đoạn của kỳ cạn sữa để vẫn đảm bảo sức khỏe. Nên chuẩn bị khẩu phần chủ yếu của bò là thức ăn thô xanh theo tỷ lệ chiếm từ 30-35 % là thích hợp nhất đảm bảo cho sức khỏe của bò. Thức ăn kỳ này phải kèm theo khẩu phần nuôi thai. Định mức thức ăn cho một con bò cạn sữa là: Cám hỗn hợp là 1,5 kg/ngày. Cỏ tươi từ 30–40 kg/ngày. Xác mì khoảng 5–8 kg/ngày. Muối khoảng 25-30g/ngày. Để đảm bảo cho việc cạn sữa trước đó và bò đẻ sau này được an toàn có thể áp dụng một số chế độ nuôi dưỡng bò cạn sữa như sau:

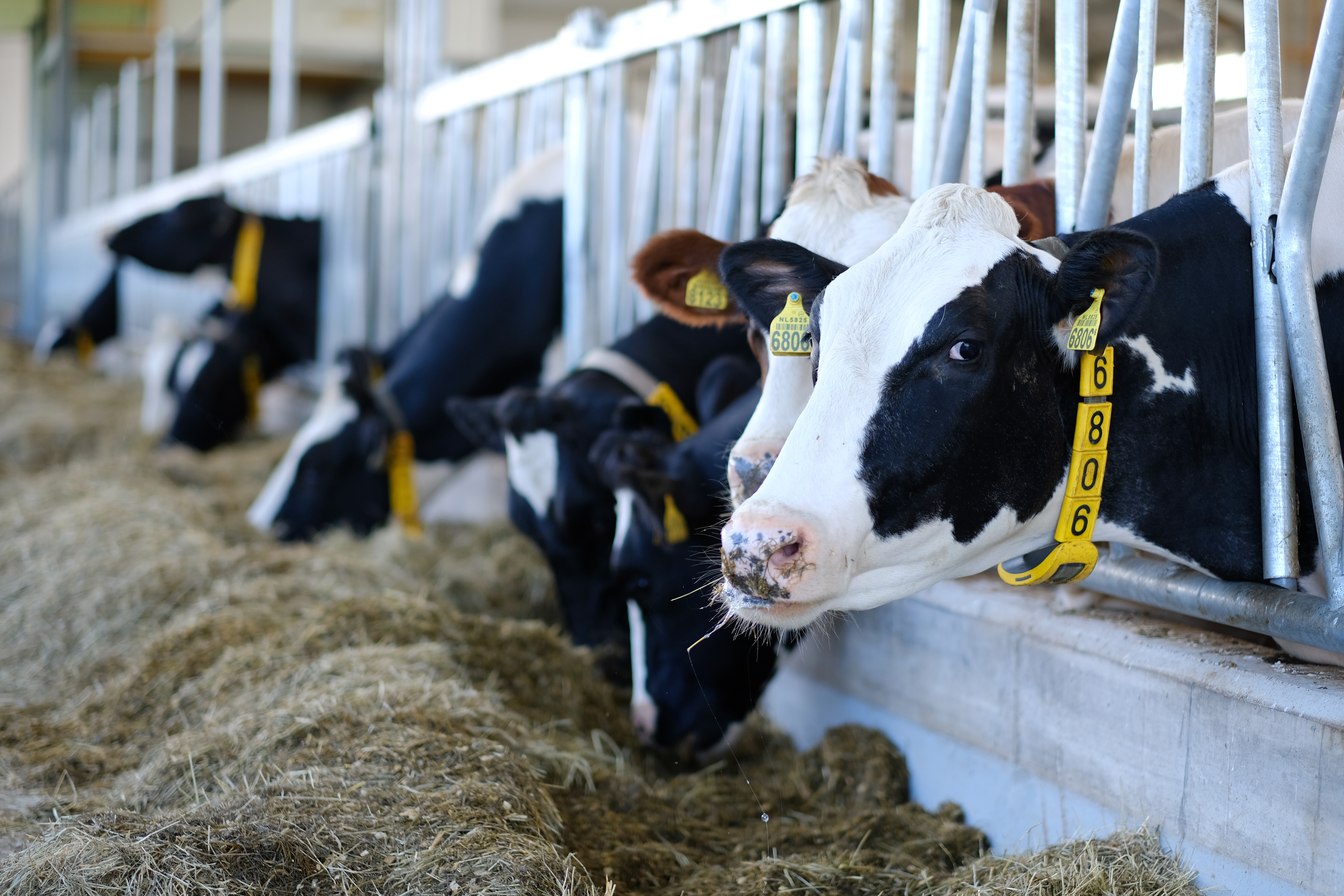
Tăng cường khẩu phần ăn cho bò trong giai đoạn cạn sữa

- Đợt 10 ngày đầu sau khi cạn sữa: để cho bò ngừng hẳn quá trình tạo sữa cần giảm mức ăn xuống 80% tiêu chuẩn đã tính. Với mức đó thường không cho ăn thức ăn tinh và cho ăn rất ít, giảm hoặc không cho ăn thức ăn nhiều nước có tính chất kích thích tiết sữa. Chủ yếu dùng cỏ khô hoặc cỏ phơi tái cho ăn tự do. Tuy nhiên đối với bò sản lượng, cạn sữa dễ dàng không nhất thiết phải giảm.
- Đợt 10 ngày lần thứ 2: Tăng mức ăn lên đạt tiêu chuẩn quy định. Có thể sử dụng các loại thức ăn có giá trị dinh dưỡng cao, dung tích bé để đảm bảo nhu cầu cho bò trong thời gian thai phát triển mạnh.
- Đợt 20 ngày tiếp theo: Do bào thai đã phát triển mạnh, tuyến sữa đã bị ức chế hoàn toàn nên tăng thức ăn lên bằng khoảng 120% tiêu chuẩn. Các loại thức ăn sử dụng như 10 ngày trước đó, thức ăn tinh có thể chiếm 30–40% giá trị dinh dưỡng của khẩu phần.
- Đợt 10 ngày lần thứ 5: Để tránh xuống sữa quá sớm, giảm mức ăn xuống bằng 100% tiêu chuẩn.
- Đợt 10 ngày trước khi đẻ: Tuỳ tình hình để quyết định mức ăn và thể loại thức ăn cho thích hợp. Ở bò cao sản để đề phòng sữa xuống sớm, viêm vú và các nguy cơ bại liệt khác hay các hậu quả xấu sau khi đẻ thì nên giảm thức ăn xuống bằng 60-70% tiêu chuẩn, giảm bớt thức ăn nhiều nước và thức ăn tinh. Trước khi đẻ khoảng 2–3 ngày có thể cắt hẳn thức ăn tinh nếu thấy xuống sữa.

Đối với bò có năng suất sữa trung bình, không sợ các nguy cơ xấu khi đẻ, trạng thái bầu vú bình thường thì không cần thiết phải giảm mức ăn và thay đổi cơ cấu khẩu phần trước khi đẻ, vì những thay đổi đó sẽ làm thay đổi quá trình tiêu hoá bình thường ở dạ cỏ và có ảnh không tốt đối với trao đổi chất của cơ thể và ảnh hưởng xấu không những đến thai mà còn đến khả năng cho sữa sau khi đẻ. Nếu cứ để bò ăn uống bình thường và theo dõi bầu vú trong những ngày trước khi đẻ, chỉ trong trường hợp có dấu hiệu không tốt mới xử lý sẽ vừa không ảnh hưởng đến bò, đồng thời giảm được việc phức tạp cho việc chăm sóc và nuôi dưỡng, đặc biệt là ở khi áp dụng cơ giới hoá phân phát thức ăn và những cơ sở nuôi bò chăn thả tự do không cột buộc với đàn lớn có thời gian cạn sữa khác nhau. Trong trường hợp này không cần thiết hạn chế thức ăn nhiều nước đối với bò đẻ.

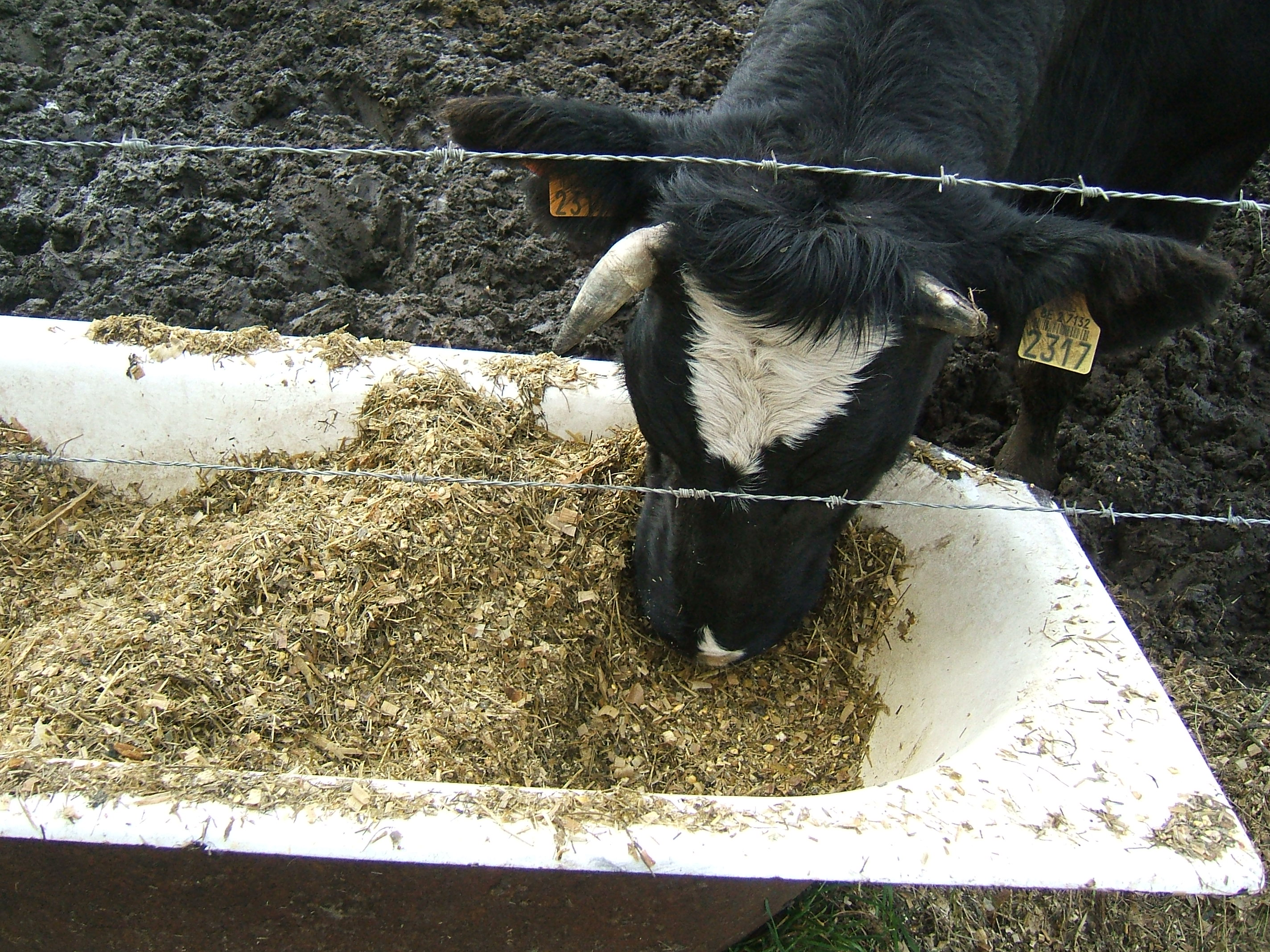
Bổ sung thêm cho bò thức ăn hỗn hợp hay thức ăn đậm đặc

- Giai đoạn 1 (Tuần lễ đầu tiên sau khi bắt đầu cạn sữa) thì chủ yếu là cạn sữa an toàn cho bò và xử lý, phòng ngừa bệnh viêm vú cho chu kỳ cho sữa kế tiếp nên cần nâng dần tỷ lệ thức ăn thô xanh trong khẩu phần và chỉ hạn chế lượng nước uống khi thật cần thiết nếu không bò cũng rất dễ thiếu nước và sinh ra các bệnh khác. Chế độ ăn có bổ sung thêm đồ chua và có thêm calci sẽ giúp bê con sinh ra không phải mắc chứng bệnh sốt sữa[9][10].
- Giai đoạn 2 (4 tuần lễ kế tiếp): Lúc này bò đang hồi phục bầu vú và dự trữ dinh dưỡng ở cơ thể bởi vậy cần thay thế thức thô bằng thức ăn cso nhiều dinh dưỡng hơn, không để bò quá mập. Điểm thể trạng bò đạt trung bình từ 3-3,7. Hạn chế lượng thức ăn ủ chua không quá ½ lượng thức ăn thô xanh tính theo vật chất khô. Thay thế các loại thức ăn thô chất lượng thấp bằng các loại chất lượng tốt. Giai đoạn này cũng là giai đoạn điều chỉnh thể trạng bò thích hợp. Bò phải có thể trạng tốt nhưng không quá mập để tránh tình trạng đẻ khó. Điểm thể trạng bò đạt trung bình từ 3–3,7. Hạn chế lượng thức ăn ủ chua không quá ½ lượng thức ăn thô xanh tính theo vật chất khô.
- Giai đoạn 3 (3 tuần lễ trước khi sinh): Giai đoạn cuối này là giai đoạn tập cho bò ăn các loại thức ăn, khẩu phần ăn mà bò sẽ được nuôi dưỡng trong giai đoạn mới đẻ. Mục đích là giúp cho hệ vi sinh vật dạ cỏ quen dần với thức ăn, khẩu phẩn mới (tỉ lệ thức ăn tinh cao hơn). Giai đoạn này cần phải điều chỉnh hàm lượng dinh dưỡng trong khẩu phần cao hơn vì trong giai đoạn này bò ăn kém vì độ ngon miệng giảm. Lượng thức ăn tinh hạn chế ở mức 1% trọng lượng cơ thể bò. Bò cần cho ăn theo đúng tiêu chuẩn khẩu phần ăn phù hợp với từng giai đoạn của kỳ cạn sữa. Tuy nhiên, cần lưu ý là giai đoạn này, khẩu phần chủ yếu của bò là thức ăn thô xanh. Tỉ lệ thức ăn tinh /thức ăn thô chiếm từ 3 –35 % là thích hợp. Hạn chế thức ăn ủ chua, trong một số trường hợp có thể tiêm bổ sung Vitamin E và Selenium.

### Cho vận động

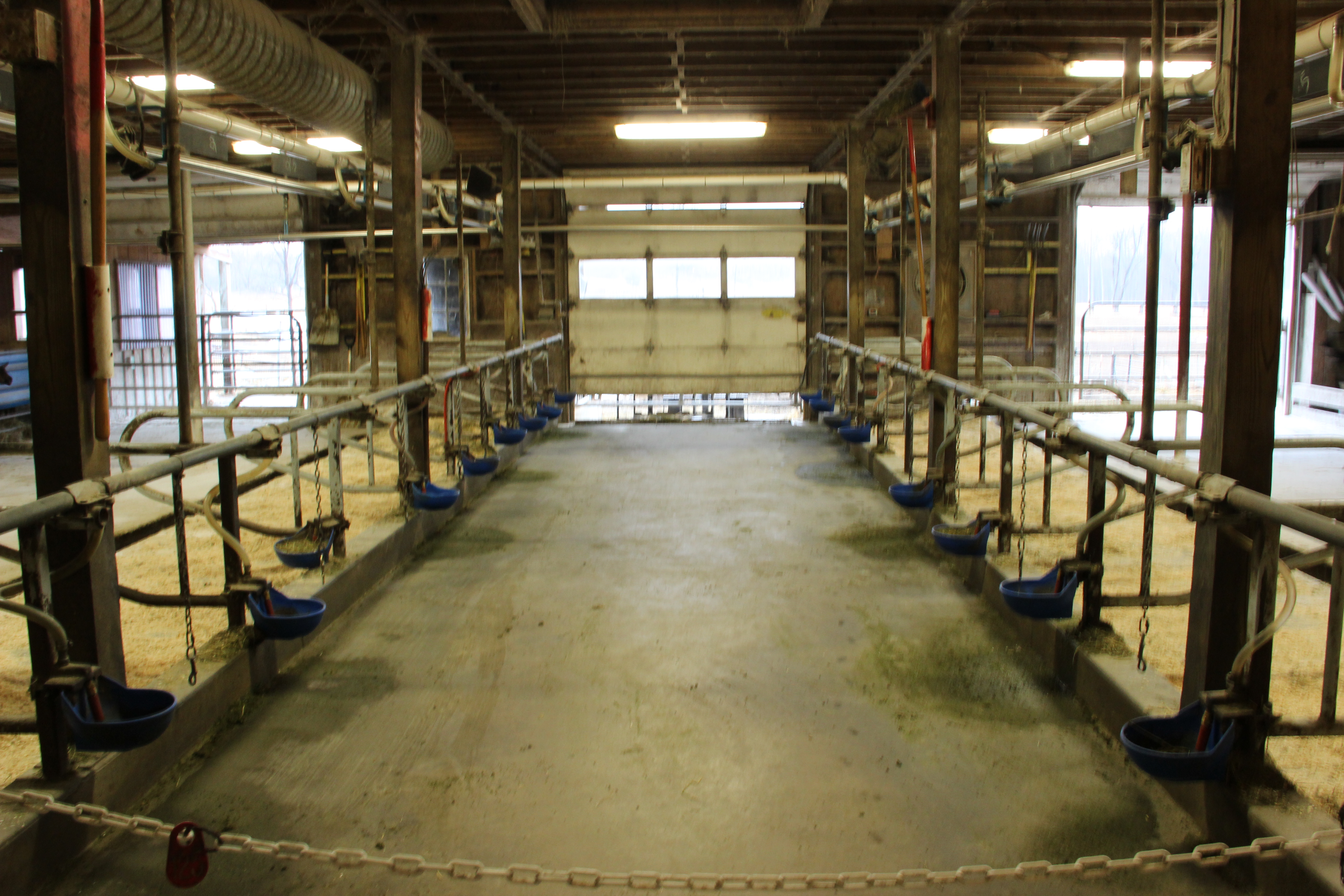
Vệ sinh chuồng trại bò

Trong giai đoạn cạn sữa, nguy cơ bò mắc bệnh viêm vú là rất lớn không theo dõi hàng ngày những biểu hiện bất thường của bầu vú bò và có thến can thiệp chữa trị kịp thời nhất. Trong thời gian nuôi bò cạn sữa cần chú ý một số điểm:
- Vận động và chăn thả: Nếu bò nuôi nhốt hàng ngày cần được vận động không dưới 2–3 giờ trên đường dài khoảng 6 km. Bò nuôi nhốt nếu không được vận động sẽ khó đẻ, bê sinh ra yếu.
- Nếu bò được chăn thả cần được chăn thả ở những lô bằng phẳng, ít dốc, gần chuồng và phân theo đàn nhỏ. Cần chú ý chăn thả bò cái cạn sữa ở bãi chăn bằng phẳng, gần chuồng. Trong khi chăn không nên đánh đập, dồn đuổi bò, để tránh gay sảy thai. Thời gian chăn thả khoảng 4-5 giờ mỗi ngày. Thường xuyên bảo đảm chuồng trại thoáng mát vào mùa hè và ấm áp vào mùa đông.
- Xoa bóp bầu vú: Đối với bò ít sữa mỗi ngày nên xoa bóp bầu vú 1–2 lần, mỗi lần 5–10 phút để cải thiện chức năng hoạt động của bầu vú, làm cho thần kinh, mạch máu hoạt động mạnh, đề phòng được viêm vú hay hiện tượng cương cứng khi đẻ, quá trình tiết sữa được nhanh chóng. Đối với bò nhiều sữa, sau khi cạn sữa và trước khi đẻ không được tác động vào vú.
- Tắm chải: Tắm chải không những làm cho hệ tuần hoàn bò lưu thông tốt mà còn giữ gìn cơ thể bò không nhiễm bệnh tật, nhất là bầu vú và cơ quan sinh dục. Trong mùa hè cần tắm chải cho cơ thể mát mẻ, tăng tiêu hoá và hấp thu, tăng cường quá trình trao đổi chất, trao đổi nhiệt. Mỗi ngày nên tắm chải cho bò một lần, đặc biệt là bò nuôi nhốt trong mùa hè về.

### Điều trị bệnh

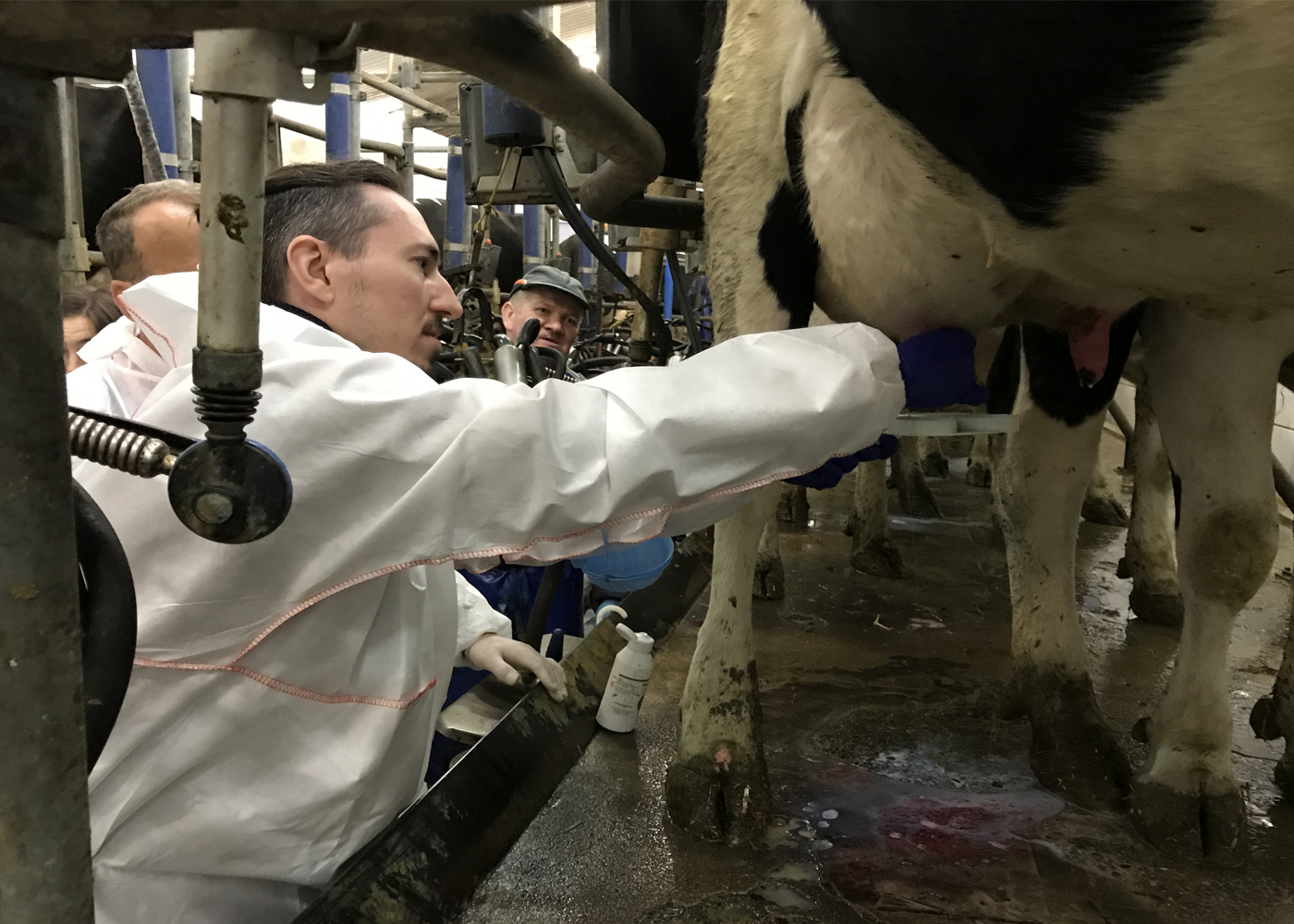
Kiểm tra tuyến vú của bò để chữa trị bệnh viêm vú

Viêm vú là bệnh phổ biến nên ngay từ những năm 1960, đã phát triển các phương pháp điều trị cạn sữa với mục đích giảm nguy cơ viêm nhiễm bầu vú trong giai đoạn cạn sữa và giai đoạn đầu chu kỳ khai thác sữa tiếp theo của bò sữa. Phương pháp điều trị cạn sữa hiện vẫn là phương pháp phổ biến ở các trang trại chăn nuôi bò sữa với trên 90% bò sữa tại Mỹ được điều trị cạn sữa bằng cách bơm huyễn dịch kháng sinh vào bầu vú bò khi thực hiện cạn sữa. Việc sử dụng kháng sinh khi không thực sự cần thiết hoặc dùng sai liệu pháp trên vật nuôi để phòng và trị bệnh có thể gây nguy cơ vi khuẩn kháng thuốc kháng sinh (lờn thuốc), là điều đáng lo ngại nhất cho sức khỏe vật nuôi và cả con người.
Các nước Châu Âu như Hà Lan, đã cấm áp dụng Phương pháp điều trị cạn sữa hàng loạt (Blanket dry cow therapy–BDCT) từ 2012. Tại California, Mỹ, những lo ngại tương tự đã được cụ thể hóa bằng sự phê chuẩn Dự thảo luật số 27 của Thượng viện, trong đó yêu cầu bác sỹ thú y có chứng chỉ hành nghề phải kê đơn thuốc kháng sinh (mà có liên quan quan trọng đến sức khỏe con người) để điều trị, kiểm soát và phòng bệnh cho vật nuôi. Phương pháp điều trị cạn sữa chọn lọc (Selective dry cow therapy–SDCT) đã được đề xuất như là một giải pháp thay thế cho Phương pháp điều trị cạn sữa hàng loạt. Khi kháng sinh không còn được sử dụng cho cạn sữa bò, hoặc chỉ sử dụng chọn lọc trên một số bò, trang trại có thể tiết kiệm được chi phí kháng sinh và lao động. Mặc dù có cơ hội giảm chi phí, nhưng một lo ngại đặt ra là nguy cơ gia tăng bệnh viêm vú lâm sàng cho chu kỳ tiếp theo.
Một nghiên cứu là tìm ra chi phí nhỏ nhất cho điều trị viêm vú có liên quan đến giai đoạn cạn sữa (nhiều trang trại đang áp dụng Phương pháp điều trị cạn sữa chọn lọc, kiểm soát chặt tỷ lệ % bò được điều trị bằng kháng sinh khi cạn sữa). Kết quả cho thấy chi phí điều trị viêm vú ở trang trại với Mức tế bào Soma bồn tổng (BTSCC) thấp là 51,3$/con/năm, chi phí này giữ nguyên nếu 30% bò không được điều trị kháng sinh khi cạn sữa. Đối với trang trại có mức tế bào Soma bồn tổng cao, chi phí là 58.96$/con/năm và giữ nguyên khi 15% bò không được điều trị kháng sinh khi cạn sữa. Kết quả cho thấy có cơ hội để duy trì chi phí kiểm soát bệnh viêm vú trong ngành công nghiệp chăn nuôi bò sữa, trong khi vẫn có thể giảm sử dụng kháng sinh khi cạn sữa bò, ngay cả đối với trang trại có mức tế bào soma bồn tổng cao, hoặc thậm chí là có nhiều bò viêm vú lâm sàng.
Đối với đặc điểm khí hậu nhiệt đới của Việt Nam, việc cạn sữa vẫn đang phụ thuộc khá nhiều vào kháng sinh để đảm bảo hạn chế viêm vú trước và sau đẻ, kể cả những cá thể không có viêm vú tiềm ẩn khi cạn sữa. Ở một số trại quy mô công nghiệp, người ta chỉ không dùng kháng sinh nếu năng suất sữa tại thời điểm cạn sữa ở mức rất thấp, khoảng <5 kg/con/ngày (và không có viêm vú tiềm ẩn). Với việc thay đổi khẩu phần ăn của bò đang khai thác sữa với mục đích giảm dần năng suất sữa khi đến giai đoạn cạn sữa, trang trại sẽ bị tổn thất về kinh tế khi phải giảm sản lượng sữa khai thác. Áp dụng Phương pháp điều trị cạn sữa chọn lọc kết hợp quản lý tốt vệ sinh ô nằm giúp trang trại hạn chế tổn thất kinh tế do giảm sản lượng sữa và chi phí kháng sinh, cá thể bò được thoải mái hơn khi bầu vú không bị áp lực căng sữa trong giai đoạn đầu của quá trình cạn sữa, hạn chế nguy cơ viêm vú tiềm ẩn trong giai đoạn cạn sữa, đặc biệt giúp giảm sử dụng kháng sinh đối với những trường hợp không cần thiết.